# Roger délivrant Angélique

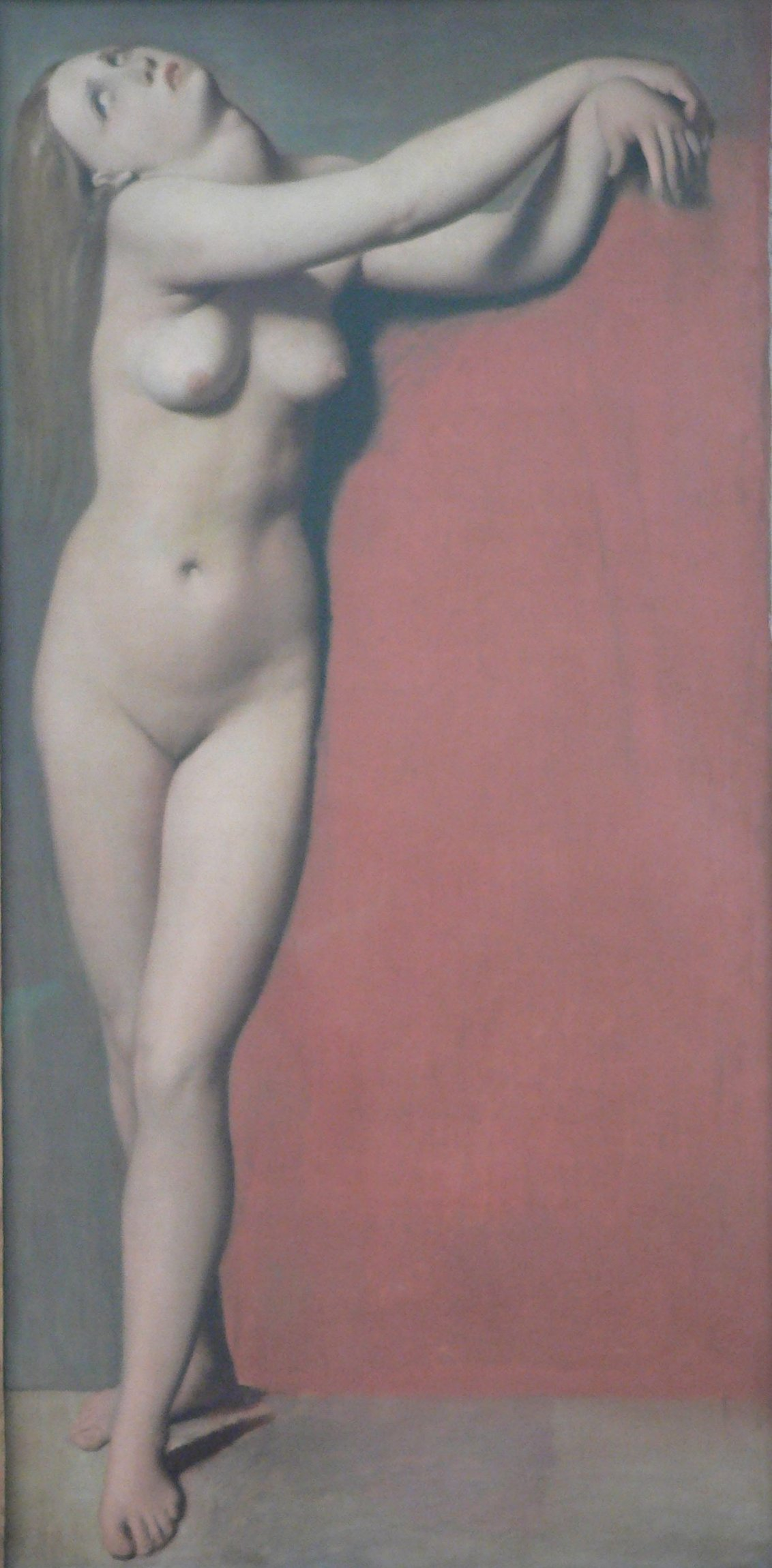
Étude pour la figure d'Angélique (musée du louvre).

Roger délivrant Angélique est un tableau peint par Jean-Auguste-Dominique Ingres en 1819, inspiré d'un chant de l'Orlando furioso de L'Arioste. Ingres en fit une petite réplique qui fut exposée à Londres à la National Gallery. Lors de son exposition au Salon de 1819 avec la Grande Odalisque, l'œuvre du Louvre suscita des critiques concernant le traitement de la figure nue d'Angélique surnommée par l'historien d'art Théophile Silvestre d'« Angélique au goitre » et par le peintre Henry de Waroquier d'« Angélique aux trois seins ». Le tableau acquis par Louis XVIII fut la première toile du peintre à entrer dans une collection publique au château de Versailles.
Le tableau fut exposé au musée de Grenoble de juillet à septembre 1930. 

## Histoire
Angélique est une héroïne de Boiardo, puis du Roland furieux de L'Arioste. Princesse du royaume de Cathay, aux Indes, elle est amenée par Roland en France qui souhaitait qu'elle tombe amoureuse de lui. Cependant ne l'aimant pas elle profite de la défaite des chrétiens pour échapper à ses nombreux prétendants ; auxquels s'ajoutent alors Renaud, Ferragus et Sacripant. Mais elle est capturée par des pirates qui l'abandonnent sur une île pour l'offrir en pâture à l'Orque marine. Roger intervient alors, sur l'Hippogriffe, pour la sauver.

## Postérité
En 1987, le peintre péruvien Herman Braun-Vega s'approprie la figure d'Angélique pour son tableau Les captives.
En 2009, le peintre Libanais Mohammad Rawas s'inspire du tableau d'Ingres pour son assemblage Freeing Angelica.